# Такасаго (бронепалубен крайцер, 1897)
Такасаго (на японски: 高砂) е бронепалубен крайцер на Императорските ВМС на Япония. Построен по втората извънредна програма за попълване на флота от 1896 г. Взема участие в Руско-японската война. Потъва от руска морска мина на 13 декември 1904 г. Името си носи в чест на живописна местност в префектура Хього.

## Проектиране и построяване
Крайцерът „Такасаго“ е проектиран от известния английски корабостроител Филип Уотс (впоследствие, автор на първия линкор „Дредноут“). Представлява подобрен проект по аржентинския бронепалубен крайцер „25-и май“ и е типичен представител на „елсуикските“ крайцери. За по-добра мореходност кораба получава развити полубак и полуют. Има недостатъчна устойчивост и силно бордово люлеене. За да се подобри устойчивостта, бойните марсове са поставени по-надолу, отколкото на предшествениците.
Бронираната защита е от стоманена броня Харви е разработена за противодействие на 203 mm бронебоен снаряд. 203 mm оръдия са защитени с щитове с дебела 114 mm в челото и 63 mm по бордовете броня. Запасът плаваемост се подсигурява от наличието на 109 водонепроницаеми отсека, 18 от които се намират в двойното дъно.

## История на службата
След края на строителството, крайцерът прави преход до Япония и на 14 август пристига в пристанището на Йокосука. През 1900 г. крайцерът, в състава на Международна ескадра, участва в потушаването на въстание на ихетуаните в Китай. През 1902 г., заедно с крайцера „Асама“, извършва поход към Великобритания за участие в церемонията по коронацията на крал Едуард VII, а също и за празниците за сключване на първия Англо-японски съюз. Походът продължава от 7 април до 28 ноември 1902 г., в хода на похода корабът изминава 24718 морски мили.

### Руско-японска война
Преди започването на руско-японската война крайцерът „Такасаго“ влиза в състава на 3-ти боен отряд на 1-ва ескадра на Съединения флот.
На 8 февруари 1904 г., при подхода на главните сили на Обединения флот към Порт Артур крайцерът „Такасаго“ задържа руския параход „Манджурия“ (впоследствие под името „Канто“ е в състава на Японския флот).
На 9 февруари 1904 г. крайцерът, в състава на своя отряд, взема участие в боя с 1-ва Тихоокеанска ескадра водейки огън по „Асколд“ и „Баян“. След това нееднократно води разузнаване, подсигурява действията на миноносците и брандерите, коректира стрелбата.
На 25 февруари участва в потопяването на миноносеца „Внушительный“.
На 13 април „Такасаго“ в състава на своя отряд води бой с крайцера „Баян“, излязъл на помощ на миноносеца „Страшный“.
На 15 май 1904 г. „Такасаго“ взема част от екипажа броненосеца „Яшима“, потънал от взрив на мини, поставени от руския минния заградител „Амур“.
На 23 юни при излизането на руската ескадра в морето „Такасаго“, в състава на отряда, води наблюдение за действията на руските кораби.
На 10 август „Такасаго“ участва в боя в Жълто море с опитващата се да преодолее блокадата 1-ва Тихоокеанска ескадра.
На 15 август „Такасаго“ в състава на своя отряд пристига в порт Циндао за наблюдаване на пристигналите там след боя броненосец „Цесаревич“ и миноносците „Бесшумный“, „Бесстрашный“ и „Беспощадный“. След като командирът на 3-ти отряд контраадмирал Сигето Дева се уверява в това, че руските кораби са интернирани, отрядът се насочва към главните сили.
През октомври 1904 г. „Такасаго“ се насочва за ремонт в Япония. След края на ремонта крайцера се връща в състава на флота.
През нощта на 12 към 13 декември 1904 г. в района на 37 мили южно от Порт Артур „Такасаго“ се натъква на мина, поставена от лейтенант Александр Васильевич Колчак на миноносеца „Сердитый“. Независимо от усилията на екипажа да предотврати нахлуването на вода, не успяват да изправят крена. Командирът на кораба издава заповед на екипажа да излезе на горната палуба и да започне спускането на лодките. Екипажът, три пъти извиква „банзай“ е с военни песни очаква потъването на кораба. На 01.10 13 декември крайцерът се преобръща по левия борд и след 23 минути напълно потъва. Всички лодки, освен една, са дръпнати от водовъртежа. На мястото на катастрофата пристига крайцерът „Отова“, който започва спасяването на хората. В условията на силен вятър със сняг и големи вълни, са извадени от водата 162 души (от тях умират 6), в т.ч. командира на кораба, капитан 1-ви ранг Ишибаши. Загиват 280 души (в т.ч. 23 офицера и кондуктори, 257 нисши чинове и волнонаемни).

## Командири на кораба
- капитан 1-ви ранг Учида Масатоши (Uchida, Masatoshi) – от 23 юни 1897 г. до 14 август 1898 г[4].
- капитан 1-ви ранг Хаясаки Генго (Hayasaki, Gengo) – от 2 ноември 1898 г. до 17 юни 1899 г[4].
- капитан 1-ви ранг Накаяма Нагааки (Nakayama, Nagaaki) – от 20 ноември 1899 г. до 20 май 1900 г[5].
- капитан 1-ви ранг Такигава Томокадзу (Takigawa, Tomokazu) – от 20 май до 25 септември 1900 г[6].
- капитан 1-ви ранг Нарукава Хакару (Narukawa, Hakaru) – от 25 септември до 6 декември 1900 г[6].
- капитан 1-ви ранг Ивасаки Тацуто (Iwasaki, Tatsuto) – от 23 януари до 10 септември 1901 г[6].
- капитан 1-ви ранг Йошимацу Мотаро (Yoshimatsu, Motaro) – от 9 октомври 1901 г. до 21 април 1903 г[7].
- капитан 2-ри ранг/капитан 1-ви ранг (от 17 януари 1904 г.) Ишибаши Хадзиме (Ishibashi, Hajime) – от 7 юли 1903 г. до 23 декември 1904 г[8].

## Галерия
- „Такасаго“ в Портсмут
- Крайцерът „Такасаго“
- Крайцерът „Такасаго“ до бреговете на Тайван
- Крайцерът „Такасаго“, 1896 г.